# Miokovci
Miokovci (cyr. Миоковци) – wieś w Serbii, w okręgu morawickim, w mieście Čačak. W 2011 roku liczyła 969 mieszkańców.